# Barbula farriae
Barbula farriae är en bladmossart som beskrevs av H. Crum och Edwin Bunting Bartram 1958. Barbula farriae ingår i släktet neonmossor, och familjen Pottiaceae. Inga underarter finns listade i Catalogue of Life.